# Даниелян, Нелли Геворковна
Нелли Геворковна Даниелян (Васильева) (арм. Նելլի Գևորգի Դանիելյան,29 июня 1978 года, Ереван) - ассирийская и армянская художница, член Союза художников Армении, член Союза художников России, член Международной федерации художников ЮНЕСКО, сопредседатель Международной творческой ассоциации фитоколлажистов  г. Москва. По национальности ассирийка. С 2023 года и по настоящее время является Президентом Местной Общественной Организации "Национально-Культурная Автономия Ассирийцев" Городского Округа Долгопрудный Московской Области. 

## Биография
Нелли Даниелян родилась в г. Ереване в 1978 году. В 1996 году окончила  Ереванский художественный университет культуры, по специальности художник-декоратор. В 1999 году окончила факультет изобразительного искусства  Армянского государственного педагогического университета имени Х. Абовяна, получив квалификацию учителя живописи и декоративно-прикладного искусства. С 2002 года член Союза художников Армении, а с 2004 года  член Союза художников России и Международной федерации художников ЮНЕСКО. В 2008 году была удостоена премии «Хрустальный цветок» за инновационные идеи, оригинальный подход и применение художественных элементов в цветочно-живописных коллажах. В 2009 году на 4-й международной выставке «Цветочные эскизы», проходившей в г. Москва, была удостоена почетной золотой медали и звания лауреата за создание, распространение и защиту культурных ценностей. В 2009 году  Нелли Даниелян была присуждена почетная премия общественного признания «Магистр красоты» за содействие патриотическому, эстетическому и культурному воспитанию подрастающего поколения г. Москва. С 2009 года является сопредседателем Международной творческой ассоциации фитоколлажистов  г. Москва. В 2013 году участвовала в семинаре немецкого архитектора-декоратора Грегора Лерша. В 2015 году в г. Москва была удостоена премии «Звезда 2015» за создание и вклад в новый вид искусства – цветочно-живописный коллаж. В 2015 году прошла  курсы повышения квалификации в Институте информационных технологий «АйТи» г. Москва. Позже в 2016 году прошла курсы повышения квалификации  в Московском Педагогическом Университете « Первое сентября». С 2015 года Нелли Даниелян считается основателем и художественным руководителем детской  Арт-студии живописи в городе Долгопрудный. Её работы можно увидеть  в разных художественных галереях мира. Летом 2016 года Нелли Даниелян и Астхик Акопян организовали в Армении благотворительные выставки под названием «Возвращение». Работы Нелли Даниелян с духовной тематикой были выставлены в Государственном музее Природы Армении, во многих городах Армении: Горисе, Сисиане , Ванадзоре, Гюмри, Цахкадзоре и в селе Ошакан. Художницы подарили по одной картине художественным галереям, где проводились выставки. В 2016 году  Нелли Даниелян была удостоена звания лауреата премии губернатора Московской области «Наше Подмосковье-2016» в номинации «Доброе сердце»  В 2016 году за активное участие была награждена почетной медалью Международной творческой ассоциации фитоколлажистов. В 2018 году в свет вышел первый каталог картин Нелли Даниелян совместно с армяно-французской поэтессой Кнарик Мензилджян-Симонян, г. Ереван. В 2020 году окончила Пятигорский Государственный Институт по направлении Лингвистика и межкультурная коммуникация. Армянский язык. В 2024 году по распоряжению Министра науки и образования Российской Федерации прошла  курсы повышения квалификации и была удостоена звания учителя изобразительного искусства и истории искусств высшей квалификационной категории.  С 1993 года Нелли Даниелян участвует в национальных и международных выставках. Является автором новой техники «Фактурный батик». Имеет двух сыновей -  Карлен и Геворг.

## Выставки
- 1993 г. Международная выставка, посвященная Международному дню защиты детей, в выставочном зале «Мобюс»,  Москва.
- 2004 г. Всероссийская выставка флористического коллажа в выставочном зале ЦДЖ, Москва
- 2005 г.  Международная выставка «Салон 2005» в ЦДХ, Москва.
- 2007-2008 гг. Международный флористический фестиваль «Цветы мира» в Государственном историческом музее, Москва.
- 2009 г. Республиканская молодёжная выставка в выставочном зале Союза художников Армении, Ереван.
- 2009 г. Выставка, посвященная 1000-летию города Ярославля, в Государственном музее истории, Ярославль.
- 2010 г. Персональная выставка под названием «Мой путь» в выставочном зале «Флориссима», Москва[6].
- 2011 г. Международная выставка «Преображение», при поддержке Международной ассоциации искусств «Флориссима», Союза художников Армении и армянского филиала «Россотрудничество», Ереван[7][8].
- 2011 г. Международная выставка «Преображение» в выставочном зале «Гостиный двор», Москва.
- 2012 г. Международная выставка «Славянские этюды» , посвященная международному фестивалю искусств «Славянский базар в Витебске», в Государственном музее изобразительных искусств, Витебск.
- 2012 г. Международная выставка, посвященная Дням России, в Российском центре науки и культуры, Вена.
- 2013 г. Выставка «Армянские художники Москвы» в выставочном зале Московского Дома Национальностей, Москва[8].
- 2013 г. Международный «Арт-семинар визуального искусства» в музее Соломона Гуггенхайма, Нью-Йорк.
- 2013 г. Республиканская молодёжная выставка «Одна работа» в выставочном зале Союза художников Армении, Ереван.
- 2013 г. Посвященный Международному  дню защиты детей благотворительный мастер-класс по флористическому коллажу для детей и подростков города  Витебска, в Государственном культурно-историческом комплексе «ДВИНА», Витебск[9].
- 2013 г. Двадцатая юбилейная международная выставка «Цветы-IPM 2013», мастер-класс «Изобразительное искусство в современных коллажах», Москва.
- 2014 г. Российско-белорусская выставка «Весна», «Незнакомка», «Капель», Витебск.
- 2014 г. 21-я международная  выставка « Цветы/Flowers-IPM 2014 , Москва[10].
- 2015 г. Международная выставка и мастер-класс по технике флористического коллажа  «Монотипие» для  детей города Бреста в Брестском областном краеведческом музее, Брест[11].
- 2015 г. Республиканская выставка, посвященная Международному дню женщин, в выставочном зале Союза художников Армении, Ереван.
- 2015 г. Тематическая выставка «Триколор - мой»  в выставочном зале Союза художников Армении, Ереван[12][13].
- 2015 г. Благотворительный мастер-класс для школьников по теме «Цветоведение» [18]  в ЦДХ , Ереван.
- 2015 г. Международная  выставка  «Помним и требуем», посвященная 100-летию Геноцида армян, в выставочном зале Московской епархии Армянской Апостольской церкви, Москва.
- 2015 г. 6-й Международный фестиваль «Цветы Сахалина» в Музее изобразительных искусств, Южно-Сахалинск.
- 2015 г. Международная выставка, посвященная 15-летию основания Международной ассоциации фитоколлажистов Москвы, Москва.
- 2016 г. Выставка «Остановись, мгновенье, ты прекрасно!», посвященная международному женскому дню, при поддержке Союза женщин России, в галерее «PunToArte», Москва[14].
- 2016 г. Ежегодная международная выставка «Незнакомка» в Центральном Доме журналиста, Москва.
- 2016 г. Победитель международного фестиваля «EthnoArtFest», Лондон.
- 2017 г. Победитель Фестиваля - Конкурса “Dubai East Vision 2017”, г. Дубай.
- 2017 г.  Обладатель Гран-При международного фестиваля «Golden Olimp», г. Афины.
- 2018 г. Победитель Ежегодной премии главы города Долгопрудного в номинации «По зову сердца».
- 2019 г. Международная выставка «Здравневскиесезоны – 2019» приуроченная к юбилею И. Е.Репина, 175-летию в рамках международного фестиваля «Славянский базар», г. Витебск.
- 2019 г. Международная выставка «Культурное разнообразие», «AU PONT 1637», г. Делемон, Швейцария.
- 2019 г. Международная выставка «На языке цветов и трав» в российском культурном центре города Ашдода, Израиль.
- 2020 г.  Международная выставка «От Реализма к Авангарду», Романов Двор, г. Москва.
- 2020 г.  Победитель премии Губернатора Московской области «Лучший учитель-предметник и лучший учитель начальных классов», в номинации «Лучший учитель в мировой художественной культуры и изобразительного искусства».
- 2021 г. – Первый Всероссийский Фестиваль армянского искусства «АрмАртФест», который был призван означить актуальность армяно-российских культурных связей в современном пространстве РОССИЯ-АРМЕНИЯ, Культурный центр Посольства Армении, г. Москва.
- 2021 г. – Международный Фестиваль «Золотая осень», Арт-Галерея «Дрезден», Гостиный Двор, г. Москва.